# Hermann Lothar von Post
Hermann Lothar Freiherr von Post († 18. November 1674 in Ensisheim, Elsass) war ein fürstlich münsteraner Generalwachtmeister, Gutsherr auf Bosfeld (heute Ortsteil von Rheda-Wiedenbrück), Emsink und Bockholt sowie Drost zu Twente.
Sein Vater war Adolf von Post († 1646) Drost von Rheda und Herr auf Bosfeld. Seine Mutter war Maria von Kanne Tochter von Dietrich von Kanne und der Agnes von der Borgh.

## Leben
Im Jahre 1647 verkaufte er das Gut Bosfeld an den Rittmeister Johannes von Zuchtbergen. Post stand zunächst als Oberst in österreich-spanischem Militärdienst und war danach Obrist zu Pferde im Heer des Münsteraner Bischofs Christoph Bernhard von Galen. Im Jahr 1662 bat er den Bischof um Heimkehr nach Reformierung seines Regiments. Zwei Jahre später nahm er ebenfalls als Oberst der Reichsarmee am Türkenkrieg von 1664 teil, in dem er sich nach einem Bericht des Reichsgeneralfeldmarschalls Leopold Wilhelm von Baden-Baden gemeinsam mit Oberst Johann Wilhelm Zobel zu Giebelstadt besonders auszeichnete.
Später war er als Generalfeldwachtmeister Kommandeur der münsteraner Truppen im Holländischen Krieg von 1674 im Elsass. Er starb im Lager in Ensisheim und wurde im Münster von Straßburg begraben, wo sich auch eine Statue von ihm befindet. Sein Nachfolger als Kommandeur wurde General Gustav Wilhelm von Wedel.

## Familie
Er war mit Anna von Herding verheiratet, einzige Tochter und Erbin von Johann von Herding, Gutsherr auf Emsink, und Anna von Hoen. Das Paar hatte folgenden Kinder:
- Georg Arnold († 1709), königlich dänischer Rittmeister, Gutsherr zu Lüde  ⚭ Helwig von Brockenhus
- Heinrich Simon († 1713)

⚭ Agnes Irmgard von Exter
⚭ Clara Katharina von Busch
- Anna Maria ⚭ Johann Gottfried Thomas von Derenthal und Falkenburg bei Bremen
- Amalia Katharina ⚭ Charles de Croix de Frechapelle (Brigadier, fürstlich cellescher Generalmajor)

Der  Hofmarschall von Eleonora, Königin von Schweden
Wilhelm Moritz (* 1625; † 1677 in der Schlacht bei Landskrona), war mit  Katharina von Schild verheiratet und begründete die schwedische Linie.